# 新百人一首
新百人一首（しんひゃくにんいっしゅ）は、室町幕府第9代将軍足利義尚撰による私撰和歌集。いわゆる異種百人一首のひとつである。
文明15年（1483年）10月に成立。藤原定家撰の小倉百人一首に漏れた著名な歌人の歌を、勅撰和歌集から百首選定したものである。

## 和歌と詠み人
|     | 詠み人                   | 歌                                                               | 出典           | 備考                                   |
| --- | ------------------------ | ---------------------------------------------------------------- | -------------- | -------------------------------------- |
| 1   | 文武天皇                 | 龍田河もみぢみだれてながるめりわたらばにしき中や絶なむ           | 古今和歌集     |                                        |
| 2   | 聖武天皇                 | いもにこひ吾のまつばらみわたせばしほひのかたにたづなきわたる     | 新古今和歌集   |                                        |
| 3   | 大織冠                   | 玉くしげみむろどやまのさねかづらさねずはつひにありとみましや     | 続古今和歌集   | 藤原鎌足                               |
| 4   | 式部卿宇合               | 山しろのいは田のをのゝはゝそ原みつつやきみが山路こゆらむ         | 新古今和歌集   | 藤原宇合                               |
| 5   | 源当純                   | 谷風にとくるこほりのひまごとにうちいづる浪やはるのはつ花         | 古今和歌集     |                                        |
| 6   | 藤原菅根朝臣             | あきかぜにこゑをほにあげてくる舟はあまのとわたるかりにぞありける | 古今和歌集     |                                        |
| 7   | 亭子院                   | 立かへりちどりなくなりはまゆふのこゝろへだてゝおもふものかは     | 新拾遺和歌集   | 宇多天皇                               |
| 8   | 忠義公                   | みのうさを思ひしりぬるものならばつらき心を何かうらみむ           | 続古今和歌集   | 藤原兼通                               |
| 9   | 清慎公                   | いけ水にくにさかえける卷もくのたまきの風は今ものこれり           | 続古今和歌集   | 藤原実頼                               |
| 10  | 忠仁公                   | としふればよはひはおいぬしかはあれど花をしみれば物おもひもなし   | 古今和歌集     | 藤原良房                               |
| 11  | 中納言長谷雄             | わがためは見るかひもなしわすれぐさわするばかりのこひにしあらねば | 後撰和歌集     | 紀長谷雄                               |
| 12  | 大伴池主                 | 神な月しぐれにあへるもみち葉のふかば散なむかぜのまにまに         | 新勅撰和歌集   |                                        |
| 13  | 八代女王                 | みそぎするならのをがはのかはかぜにいのりぞわたるしたにたえじと   | 新古今和歌集   |                                        |
| 14  | 大納言旅人               | いさやこらかしひのかたにしろたへのそでさへぬれてあさなつみてむ   | 新勅撰和歌集   | 大伴旅人                               |
| 15  | 僧都玄賓                 | 山田もるそほづの身こそかなしけれ秋はてぬればとふひともなし       | 続古今和歌集   |                                        |
| 16  | 源信明朝臣               | ほのぼのとあり明の月のつきかげにもみぢ吹おろす山おろしのかぜ     | 新古今和歌集   |                                        |
| 17  | 藤原忠国                 | われならぬくさばもゝのは思ひけり袖よりほかにおける白つゆ         | 後撰和歌集     |                                        |
| 18  | 増基法師                 | かみな月しぐれ計を身にそへてしらぬ山路に入ぞかなしき             | 後撰和歌集     |                                        |
| 19  | 蔵内侍                   | 誓ひてもなほおもふにはまけにけりたが爲をしきいのちならねば       | 後撰和歌集     |                                        |
| 20  | 源順                     | おいにけるなぎさの松のふかみどりしづめるかげをよそにやはみる     | 新古今和歌集   |                                        |
| 21  | 平祐挙                   | むねはふじ袖は清見がせきなれやけぶりも浪もたゝぬ日ぞなき         | 詞花和歌集     |                                        |
| 22  | 安貴王                   | あきたちていくかもあらねどこのねぬる朝けのかぜはたもとすゞしも   | 拾遺和歌集     |                                        |
| 23  | 藤原為頼朝臣             | おぼつかないづこなるらむむしの音をたづねばくさの露やみだれむ     | 拾遺和歌集     |                                        |
| 24  | 具平親王                 | 世にふるにものおもふとしもなけれども月にいくたびながめしつらむ   | 拾遺和歌集     |                                        |
| 25  | 藤原仲文                 | あり明の月のひかりをまつほどに我よのいたく更にける哉             | 拾遺和歌集     |                                        |
| 26  | 橘忠幹                   | わするなよほどは雲ゐに成ぬともそらゆく月のめぐり逢まで           | 拾遺和歌集     |                                        |
| 27  | 山田法師                 | よし野やまもみぢのいろやいかならむよそのあらしのおとぞはげしき   | 続後拾遺和歌集 |                                        |
| 28  | 安法法師                 | よをそむく山の南の松風にこけの衣や夜寒なるらむ                   | 新古今和歌集   |                                        |
| 29  | 藤原惟成                 | しばしまてまだよはふかしなが月のあり明の月はひとまどふなり       | 新古今和歌集   |                                        |
| 30  | 善滋為政朝臣             | ほとゝぎす鳴やさ月にうゑしたを鴈がねさむみあきぞくれぬる         | 新古今和歌集   |                                        |
| 31  | 三条院女蔵人左近         | 大ゐがはそま山風のさむければたついはなみを雪かとぞ見る           | 新拾遺和歌集   |                                        |
| 32  | 沙弥満誓                 | 世間を何に譬む朝朗漕ゆく舟の跡のしらなみ                         | 拾遺和歌集     |                                        |
| 33  | 藤原長能                 | あられふるかたのゝみのゝかりころもぬれぬやどかすひとしなければ   | 詞花和歌集     |                                        |
| 34  | 藤原範永朝臣             | あり明の月もし水にやどりけりこよひはこえじ逢坂のせき             | 千載和歌集     |                                        |
| 35  | 堀河右大臣               | さくら花あかぬあまりにおもふ哉ちらずは人やをしまざらまし         | 後拾遺和歌集   | 藤原頼宗                               |
| 36  | 大納言公実               | 思ひあまりいかでもらさむ奧山の岩かきこむるたにのした水           | 金葉和歌集     | 藤原公実                               |
| 37  | 馬内侍                   | こよひきみいかなる里の月を見てみやこにたれをおもひ出らん         | 拾遺和歌集     |                                        |
| 38  | 藤原元真                 | なみだ河身もうくばかりながるれどきえぬはひとのおもひ也けり       | 新古今和歌集   |                                        |
| 39  | 花山院                   | あきの夜の月に心のあくがれて雲ゐにものを思ふ比哉                 | 詞花和歌集     |                                        |
| 40  | 源道済                   | おもひかね別しのべをきてみればあさぢがはらに秋かぜぞ吹           | 詞花和歌集     |                                        |
| 41  | 土御門内大臣             | 朝ごとにみぎはのこほりふみ分て君につかふる道ぞかしこき           | 新古今和歌集   | 源通親                                 |
| 42  | 大宰大弐高遠             | あふさかのせきのいはかどふみならし山たち出る霧原の駒             | 拾遺和歌集     | 藤原高遠                               |
| 43  | 源頼実                   | 木の葉ちる宿は聞わくかたぞなきしぐれするよもしぐれせぬ夜も       | 後拾遺和歌集   |                                        |
| 44  | 橘為仲朝臣               | あやなくもくもらぬよひをいとふかな忍のさとの秋の夜の月           | 新古今和歌集   |                                        |
| 45  | 修理大夫顕季             | しぐれつゝかつちる山のもみぢ葉をいかにふくよのあらしなるらむ     | 金葉和歌集     | 藤原顕季                               |
| 46  | 白河院                   | にはのおもは月もらぬまでなりにけりこずゑになつのかげしげりつゝ   | 新古今和歌集   |                                        |
| 47  | 神祇伯顕仲               | かもめゐる藤江の浦のおきつすに夜舟いさよふ月のさやけさ           | 新古今和歌集   | 源顕仲                                 |
| 48  | 後九条前内大臣           | あらし吹ゆつきが嶽に雲消てひばらの上に月わたるみゆ               | 続古今和歌集   | 藤原基家                               |
| 49  | 三条入道左大臣           | いそがれぬ年のくれこそあはれなれ昔はよそに聞し春かは             | 新古今和歌集   | 藤原実房                               |
| 50  | 法性寺入道前関白家堀河   | 契おきし人もこずゑの木のまよりたのめぬ月のかげぞもり來る         | 金葉和歌集     |                                        |
| 51  | 瞻西上人                 | いほりさすならの木陰にもる月のくもるとみればしぐれ降也           | 詞花和歌集     |                                        |
| 52  | 僧都清胤                 | 君すまばとはましものを津のくにのいくたのもりの秋のはつかぜ       | 詞花和歌集     |                                        |
| 53  | 登蓮法師                 | 歸來むほどをやひとにちぎらまししのばれぬべきわが身なりせば       | 新古今和歌集   |                                        |
| 54  | 源三位頼政               | 淡海ぢやまのゝ濱べに駒とめて比良の高ねの花をみるかな             | 新続古今和歌集 |                                        |
| 55  | 左近中将公衡             | 狩暮しかたのゝま柴をりしきてよどのかは瀬の月を見るかな           | 新古今和歌集   | 藤原公衡                               |
| 56  | 大炊御門右大臣           | 我こひはちぎのかたそぎかたくのみ行あはでとしのつもりぬる哉       | 新古今和歌集   | 藤原公能                               |
| 57  | 大宰大弐重家             | 後の世をなげくなみだといひなしてしぼりやせましすみ染のそで       | 新古今和歌集   | 藤原重家                               |
| 58  | 寂然法師                 | 秋はきぬとしもなかばに過ぬとやをぎふく風のおどろかすらむ         | 千載和歌集     |                                        |
| 59  | 刑部卿範兼               | 月まつと人にはいひてながむればなぐさめがたきゆふ暮の空           | 千載和歌集     | 藤原範兼                               |
| 60  | 大江維順女               | 忘らるゝ憂名はさてもたちにけり心のうちはおもひわけども           | 千載和歌集     |                                        |
| 61  | 後徳大寺左大臣母         | しひしばのつゆけきそではたなばたもかさぬにつけてあはれとやみむ   | 千載和歌集     | 藤原俊忠女                             |
| 62  | 前大納言忠良             | 山ふかきくさのいほりのよるの雨におとせでふるはなみだなりけり     | 風雅和歌集     | 藤原忠良                               |
| 63  | 鴨長明                   | いし河やせみのをがはのきよければ月もながれをたづねてぞ澄         | 新古今和歌集   |                                        |
| 64  | 中納言国信               | 春日のゝしたもえわたるくさのうへにつれなくみゆるはるのあわ雪     | 新古今和歌集   | 源国信                                 |
| 65  | 後久我太政大臣           | 武藏野や行ども秋の果ぞなき如何なる風の末に吹らむ                 | 新古今和歌集   | 源通光                                 |
| 66  | 藤原秀能                 | そでのうへにたれゆゑ月はやどるぞと餘所になしても人のとへかし     | 新古今和歌集   |                                        |
| 67  | 大倉卿有家               | 春の雨のあまねき御世をたのむかなしもにかれゆく草葉もらすな       | 新古今和歌集   | 藤原有家                               |
| 68  | 大納言通具               | 影きよきよもぎがはらの秋の月しもをてらさばすてずもあら南         | 新後拾遺和歌集 | 源通具                                 |
| 69  | 八条院高倉               | うき世をばいづる日ごとにいとへどもいつかは月の入かたを見む       | 新古今和歌集   |                                        |
| 70  | 右大将頼朝               | みちのくのいはでしのぶはゑぞしらぬかきつくしてよつぼのいし文     | 新古今和歌集   | 源頼朝                                 |
| 71  | 勝命法師                 | あめふればを田のますらをいとまあれやなはしろ水をそらにまかせて   | 新古今和歌集   |                                        |
| 72  | 皇太后宮大夫俊成女       | 夢かとよ見し面かげも契しもわすれずながらうつゝならねば           | 新古今和歌集   | 藤原俊成女                             |
| 73  | 小侍従                   | しきみつむ山路の露にぬれにけりあかつき起のすみ染の袖             | 新古今和歌集   |                                        |
| 74  | 宮内卿                   | きくやいかにうはの空なる風だにもまつにおとするならひありとは     | 新古今和歌集   |                                        |
| 75  | 中宮大夫師忠             | 山ざとのいなばのかぜにねざめしてよぶかくしかの聲をきくかな       | 新古今和歌集   | 源師忠                                 |
| 76  | 藤原資宗朝臣             | いかだしよまてことゝはむ水上はいかばかりふく山のあらしぞ         | 新古今和歌集   |                                        |
| 77  | 法橋行遍                 | あやしくぞかへさは月のくもりにしむかしがたりに夜やふけぬらん     | 新古今和歌集   |                                        |
| 78  | 正三位知家               | 淺茅原色變ゆく秋風にかれなで鹿の妻を戀らむ                       | 新勅撰和歌集   | 藤原知家                               |
| 79  | 恵子内親王               | みなひとのそむきはてぬる世中にふるのやしろの身をいかにせむ       | 新古今和歌集   | 実際には徽子女王の歌                   |
| 80  | 宜秋門院丹後             | やまざとはよのうきよりも住わびぬことのほか成嶺のあらしに         | 新古今和歌集   |                                        |
| 81  | 従三位行能               | かきながすことのはをだにしづむなよ身こそかくてもやまかはの水     | 新古今和歌集   | 藤原行能                               |
| 82  | 源季景                   | おなじくはあれな古へおもひ出のなければとてもしのばずもなし       | 新古今和歌集   |                                        |
| 83  | 平忠度朝臣               | たのめつゝこぬよ津もりのうらみてもまつより外のなぐさめぞ無       | 新勅撰和歌集   |                                        |
| 84  | 前大納言為家             | 高砂のやまの山どりをのへなるはつをのたれをながくこふらむ         | 続古今和歌集   | 藤原為家                               |
| 85  | 藤原隆祐朝臣             | 夕日さすとほ山もとのさとみえてすゝき吹しくのべのあきかぜ         | 風雅和歌集     |                                        |
| 86  | 藤原光俊朝臣             | いかにせむしなばともにとおもふ身のおなじかぎりのいのちならずは   | 続古今和歌集   |                                        |
| 87  | 入道二品道助親王         | 荻の葉に風のおとせぬあきもあらばなみだの外に月はみてまし         | 新勅撰和歌集   |                                        |
| 88  | 高弁上人                 | 松の下いはねのこけに墨染の袖のあられやかけししら玉               | 新勅撰和歌集   |                                        |
| 89  | 藤原雅顕                 | 里のあまのかりそめなりしちぎりよりやがてみるめのたよりをぞとふ   | 新後撰和歌集   |                                        |
| 90  | 藤原信実朝臣             | つたへこし我道しばのふゆがれにまよはむあとの名こそつらけれ       | 新千載和歌集   |                                        |
| 91  | 従二位成忠女             | 夢とのみおもひなりにし世中をなに今さらにおどろかすらむ           | 拾遺和歌集     | 小倉百人一首の「儀同三司母」と同一人物 |
| 92  | 安嘉門院四条             | さきのよにたが結びけむしたひものとけぬつらさを身のちぎりとは     | 玉葉和歌集     | 阿仏尼                                 |
| 93  | 天台座主澄覚             | をぎのはに有ける物を花ゆゑにはるもうかりしかぜのやどりは         | 続古今和歌集   |                                        |
| 94  | 光明峯寺入道前摂政左大臣 | 神代よりみちある國につかへけるちぎりもたえぬせきの藤かは         | 風雅和歌集     | 九条道家                               |
| 95  | 常磐井入道前太政大臣     | うらがるゝあしの末ばにかぜすぎて入江をわたるあきのむら雨         | 続拾遺和歌集   | 西園寺実氏                             |
| 96  | 中務卿宗尊親王           | いつよりかあきのもみぢのくれなゐになみだのいろのならひ初けむ     | 続千載和歌集   |                                        |
| 97  | 土御門院                 | あきのいろを送むかへて雲のうへになれにし月もゝのわすれすな       | 続後撰和歌集   |                                        |
| 98  | 後嵯峨院                 | あり明の空に別れしいもがしまかたみのうらに月ぞのこれる           | 続古今和歌集   |                                        |
| 99  | 伏見院                   | わすれずよみはしの花の木のまよりかすみてふけし雲の上の月         | 玉葉和歌集     |                                        |
| 100 | 花園院                   | 蘆原やみだれしくにのかぜをかへてたみの草葉もいまなびくなり       | 風雅和歌集     |                                        |

## 注解刊行本
- 『日本歌学大系』別巻6、風間書房、1984年
- 丸谷才一『新々百人一首』新潮社、1999年

### 関連文献
- 岩橋小彌太「足利義尚の和歌選集」『歴史と地理』第4号、1925年
- 野中春水「新百人一首と後撰百人一首」『国文論叢』第7号、1958年
- 綿抜豊昭「足利義尚文化活動事蹟年譜」『中央大学国文』第25号、1982年
- 綿抜豊昭「足利義尚撰『新百人一首』について」『中央大学国文』第27号、1984年
- 小川剛生「足利義尚の私家集蒐集とその伝来について」『和歌文学研究』第106号、2013年
- 川上一「文明十四年将軍家千首について：足利義尚歌壇における意義と後世への影響」『和歌文学研究』第117号、2018年
- 寺前公基「観峰館所蔵「新百人一首色紙貼付屏風」について－「近世」歌仙絵の一例－」『観峰館紀要』第14号、2019年